# 蘊
蘊（羅馬化：skandha），又譯為聚，有積累聚集的意思(集聖諦)；或陰，未斷身見，未能正見知見五蘊，故名陰。依斷身見，則名蘊(苦聖諦)，佛教術語，依三世一切法總分五大類，即色蘊、受蘊、想蘊、行蘊和識蘊。依四聖諦知見一切法的分類，名五蕴。但是，只知見一切法分類，但未懂四聖諦，名五陰、五受陰或五盛陰；知見一切法，皆依積集緣聚而建立，名五聚。

## 蘊的釋義
《大毘婆沙論》記載“蘊”有六種含義：
|  | 問：何故名蘊？蘊是何義？ 答：聚義，是蘊義；合義，是蘊義；積義，是蘊義；略義，是蘊義；若世施設，即蘊施設；若多增語，即蘊增語。 1. 聚義，是蘊義者，謂：諸所有色，若過去、若未來、若現在，廣說乃至，若遠、若近，如是一切，總為一聚，立為色蘊；乃至識蘊，聚義亦爾。 2. 合義，是蘊義者，謂：諸所有色，若過去、若未來、若現在，廣說乃至，若遠、若近，如是一切，總為一合，立為色蘊；乃至識蘊，合義亦爾。 3. 積義，是蘊義者，如種種物，總為一積，名雜物蘊；如是諸色，總為一積，立為色蘊；乃至識蘊，積義亦爾。 4. 略義，是蘊義者，謂：諸所有色，若過去、若未來、若現在，廣說乃至，若遠、若近，如是一切，總略一處，立為色蘊；乃至識蘊，略義亦爾。 5. 若世施設，即蘊施設者，謂：色蘊，可施設有三世，乃至識蘊，亦可施設有三世故。 6. 若多增語，即蘊增語者，如多財名財蘊，多穀名穀蘊，多軍名軍蘊，雖多人眾，不相疊肩，而同一事故，名為軍；如是，俱胝、那庾多等，諸極微色，雖相去遠，以相同故，合立色蘊；乃至識蘊，無量剎那，雖相去遠，而相同故，合立識蘊。 |

## 五蘊釋義
五蘊之定義如《雜阿含經·六一經》：
|  | - 云何色受陰？所有色，彼一切四大，及四大所造色，是名為色受陰。…… - 云何受受陰？謂：六受身，何等為六？謂：眼觸生受，耳、鼻、舌、身、意觸生受，是名受受陰。…… - 云何想受陰？謂：六想身，何等為六？謂：眼觸生想，乃至意觸生想，是名想受陰。…… - 云何行受陰？謂：六思身，何等為六？謂：眼觸生思，乃至意觸生思，是名行受陰。…… - 云何識受陰？謂：六識身，何等為六？謂：眼識身，乃至意識身，是名識受陰。…… |

五取蘊之定義又如《雜阿含經·四六經》：
|  | - 若可閡可分，是名色受陰，何所閡？若手、若石、若杖、若刀，若冷、若暖、若渴、若飢，若蚊、虻、諸毒虫，風、雨觸，是名觸閡，是故閡是色受陰。…… - 諸覺相，是受受陰，何所覺？覺苦、覺樂、覺不苦不樂，是故名覺相是受受陰。…… - 諸想，是想受陰，何所想？少想、多想、無量想，都無所有，作無所有想，是故名想受陰。…… - 為作相，是行受陰，何所為作？於色為作，於受、想、行、識為作，是故為作相是行受陰。…… - 別知相，是識受陰，何所識？識色，識聲、香、味、觸、法，是故名識受陰。…… |

五蘊之緣起如《雜阿含經·五八經》：
|  | 世尊！何因何緣？名為色陰，何因何緣？名受、想、行、識陰。佛告比丘：四大因，四大緣，是名色陰，所以者何？諸所有色陰，彼一切悉皆四大緣，四大造故；觸因、觸緣，生受、想、行，是故名受、想、行陰，所以者何？若所有受、想、行，彼一切觸緣故；名色因、名色緣，是故名為識陰，所以者何？若所有識，彼一切名色緣故。 |

五蘊的體性是：生滅、無常、苦、空、無我。

## 巴利三藏解说
在《巴利三藏》中，有详细的解释。
- 色蘊，包括“色”的过去、未来、现在、内外、粗细、优劣、远近等等[6]。而其中的“色”包括两类，一類是地、水、火、風四大種[7]；另一類则是二十四種四大種所造色[8]。
- 受蘊，包括“受”的过去、未来、现在、内外、粗细、优劣、远近等等[9]。而“受”是感受及體驗目標的心所，此感情为对某种体验的感受，而非涉及不同心所而生的复杂感情[10]。[11]
- 想蘊，包括“想”的过去、未来、现在、内外、粗细、优劣、远近等等[12]，其中“想”分为六种：色想、聲想、香想、味想、所觸想、法想[13]。[14]
- 行蘊，包括“行”的过去、未来、现在、内外、粗细、优劣、远近等等[15]。與“想”類似，依據“行”所涉及內容分为六類。論藏中，“行蘊”被进一步分为觸、思、一境性等五十心所[16][17]。
- 識蘊，包括“識”的过去、未来、现在、内外、粗细、优劣、远近等等[18]。與“受”類似，依據“識”所涉及內容分为六類。“識蘊”依據其生之因、與其同時生起的“受”、是否與智見或邪見相應等特點，被細分為悅俱邪見相應無行心、憂俱嗔恚相應無行心、捨俱疑相應心等八十九心[19][20]。

## 大乘佛經解說
《般若波羅蜜多心經》在開首說觀自在菩薩行深般若波羅蜜多時，“照見五蘊皆空”，並謂「色等五蘊即是空，空即是色等五蘊」。大乘佛教不只認為「眾生空 」（無人我、人無我），即眾生為名色等五蘊組成，並無自性。即便五蘊、十二處、十八界等法，亦空無所有，無其自性，是為法空（無法我、法無我）。 大乘般若經等認為諸法如夢如幻，本來自空。

《楞嚴經》將「五蘊」譯為「五陰」。《楞嚴經》所講述的修行次第，也就是相關於五蘊的次第順序。《楞嚴經·卷十》對於五蘊(五陰)的論述，首先強調了：『五陰本因，同是妄想。』，然後闡述了五種妄想─「堅固、虛明、融通、幽隱、顛倒」─而對應了「色、受、想、行、識」五蘊。然後闡述了五蘊的邊際與次第關係而說：
|  | 阿難。是五受陰，五妄想成。汝今欲知因界淺深。 1. 唯色與空，是色邊際。 2. 唯觸及離，是受邊際。 3. 唯記與妄，是想邊際。 4. 唯滅與生，是行邊際。 5. 湛入合湛，歸識邊際。 此五陰元，重疊生起。生因識有，滅從色除。理則頓悟，乘悟並消。事非頓除，因次第盡。 |

闡明五蘊妄執的生起次第乃是「識、行、想、受、色」，其除斷次第也就是反向的「色、受、想、行、識」，如四念處從身念處先下手。

## 現代解說
五蘊的建立，是輔助增益四聖諦。依四聖諦智轉五蘊，則可增益法聖智及類聖智。如果欠缺四聖諦而只在分類上努力，研究窮盡都只是困在五陰上努力，不能斷身見。五蘊是指以下五種：
1. 色蕴，指總三世一切法。是名色蘊。[25]。
2. 受蕴，一切樂受、苦(痛)受、不苦(痛)不樂受，是名受蘊。[26]。
3. 想蕴，一切想：知、不知、思惟、決定、欲、憎、愚痴、智慧等。是名想蘊，又名意地。[27]。
4. 行蕴，指三世流遷：過去、現在、未來，一切作用、一切功能等，是名行蘊。[28]。
5. 识蕴，一切識別，是名識蘊。依眼根(範圍)，識別色塵，名眼識；依意根(範圍)，識別眼識，名意識。[29]。